# Rue Liévin Verstraeten
La rue Liévin Verstraeten est une impasse bruxelloise de la commune d'Auderghem qui aboutit sur le boulevard du Triomphe sur une longueur de 60 mètres.

## Historique et description
Cette petite rue sans issue est un tronçon d’une des plus vieilles voies d’Auderghem, le Houtweg. 
Cette voie importante traversait en oblique l’actuel campus universitaire rejoignant l’actuelle avenue Arnaud Fraiteur, à Ixelles.
Le 10 février 1933, le collège nomma ce tronçon d'après Liévin Verstraeten, ancien échevin.

## Situation et accès
| ___ | Ce site est desservi par la station de métro : Delta. |